# Licencia de obra

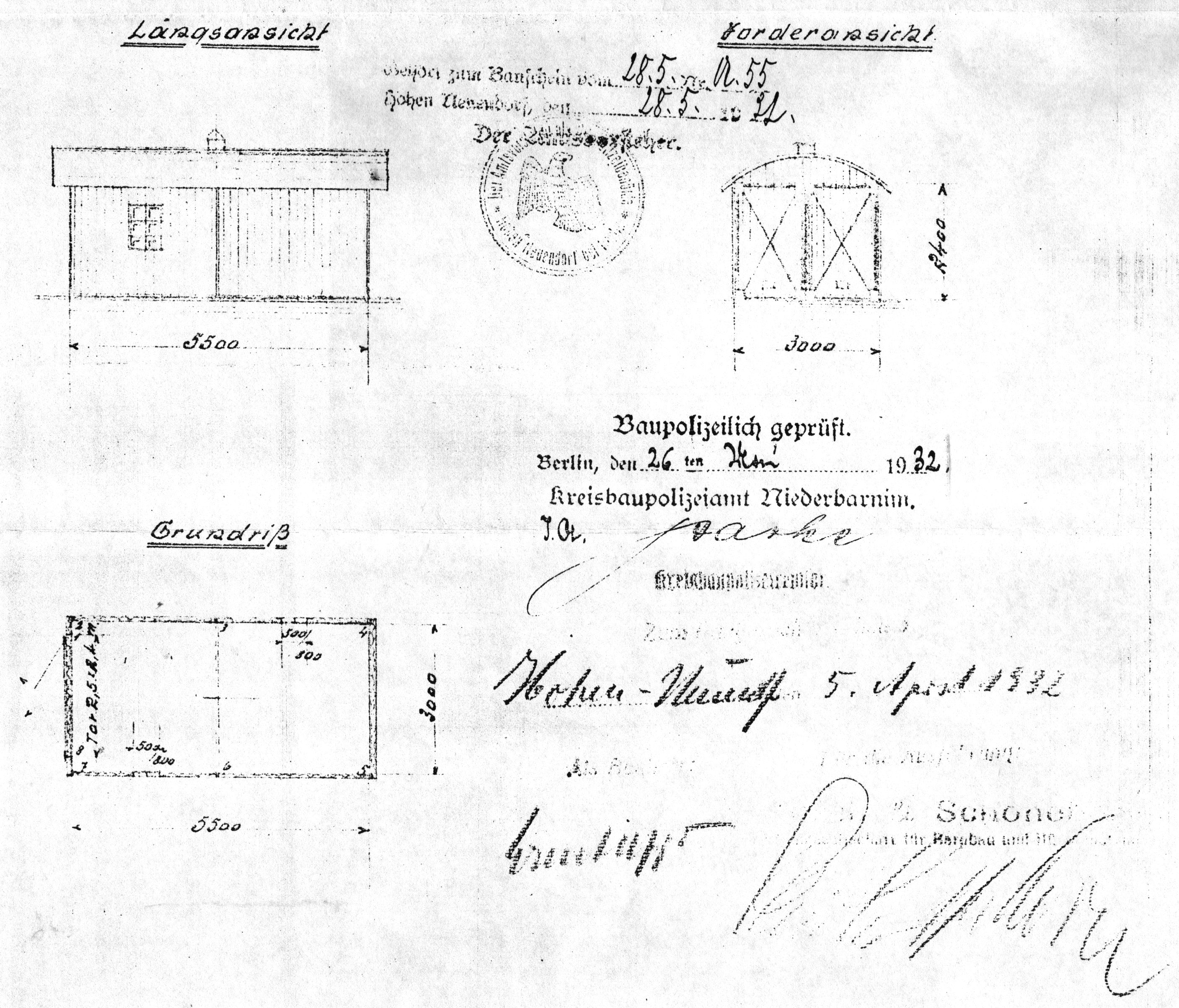
Ejemplo de licencia de obra del año 1932 (Estado Libre de Prusia, Alemania)

La Licencia de obra o Licencia urbanística o Permiso de construcción es un permiso requerido, normalmente por la administración local, para la realización de cualquier tipo de construcción, supone la autorización municipal para realizar las obras. Su fin es comprobar la adecuación de la solicitud de licencia a lo establecido en la normativa urbanística.
En la mayoría de los casos, aunque depende de las legislación vigente en cada región, están sujetos a licencia de obras las siguientes actividades:
- Las parcelaciones urbanísticas.
- Los movimientos de tierra.
- Las obras de nueva planta.
- Las modificaciones de estructura o aspecto exterior de las edificaciones existentes.
- Las obras que modifiquen la disposición interior de los edificios cualquiera que sea su uso.
- La primera utilización de los edificios y las modificaciones de uso de los mismos.
- El uso del vuelo sobre edificaciones e instalaciones en general.
- Las instalaciones subterráneas dedicadas a aparcamientos o cualquier otro uso.
- La demolición de construcciones.
- La colocación de carteles de propaganda visibles desde la vía pública.
- La tala de árboles enclavados en terrenos dentro del Plan de Ordenación Urbana.
- Los demás actos que se señalen en los Planes.

## Tipos de Licencia
Existen tres tipos de licencias urbanísticas:
1. Licencia de obra; es la exigida en la mayoría de los casos.
2. Declaración responsable de obra; normalmente para aquellas obras de sencilla técnica y que no precisen elementos estructurales, y aquellas de reforma que no supongan alteración del volumen, del uso principal de las instalaciones y servicios de uso común o del número de viviendas y locales, ni afecten a la composición exterior, a la estructura o a las condiciones de habitabilidad o seguridad.
3. Comunicación previa a la ejecución de obra: normalmente pequeñas reformas en baño y cocina principalmente.